# Sue Gardner
Pour les articles homonymes, voir Gardner.
Sue Gardner, née le 11 mai 1967 à Bridgetown (Barbade), est une journaliste et cadre canadienne qui a principalement fait carrière à la Société Radio-Canada. De décembre 2007 à mai 2014, elle est la directrice générale (executive director) de la Wikimedia Foundation.
En 2012, elle apparaît à la 70e place dans le palmarès des 100 femmes les plus influentes au monde du magazine Forbes, car elle a notamment « […] conduit le black-out de 24 heures par la Wikipédia en anglais en guise de protestation contre SOPA ».

## Biographie
Diplômée en journalisme de l'université Ryerson à Toronto, Gardner a fait carrière pendant 17 ans à la Société Radio-Canada. Elle a participé, à la production, à plusieurs émissions d'information et d'affaires publiques pour CBC Radio ainsi qu'à titre de productrice, de reporter et de documentaliste au sein de la chaîne d'information en continu CBC Newsworld. En 2000, elle devient responsable des nouveaux médias pour les réseaux anglais de la CBC, poste qu'elle occupera pendant sept ans.
Elle entre au service de la Wikimedia Foundation en juillet 2007 à titre de consultante et elle est engagée comme directrice générale en novembre 2007.
Sous sa direction, la fondation a déménagé ses bureaux de Tampa à San Francisco, engagé du personnel et mis en place plusieurs réformes administratives. Ses principaux objectifs sont d'accroître la participation aux projets de la fondation, d'améliorer la qualité des contenus, d'assurer un financement stable et de développer différents formats alternatifs pour les contenus des wikis parrainés par la Wikimedia Foundation.
Fin mars 2013, Sue Gardner annonce sa future démission de son poste à la fondation, une fois que son successeur aura été recruté. Le 1er mai 2014, Lila Tretikov est annoncée comme devant lui succéder au 1er juin de la même année.
En 2019 elle cofonde The Markup, journal de data-journalism.